# Renaissance Tower

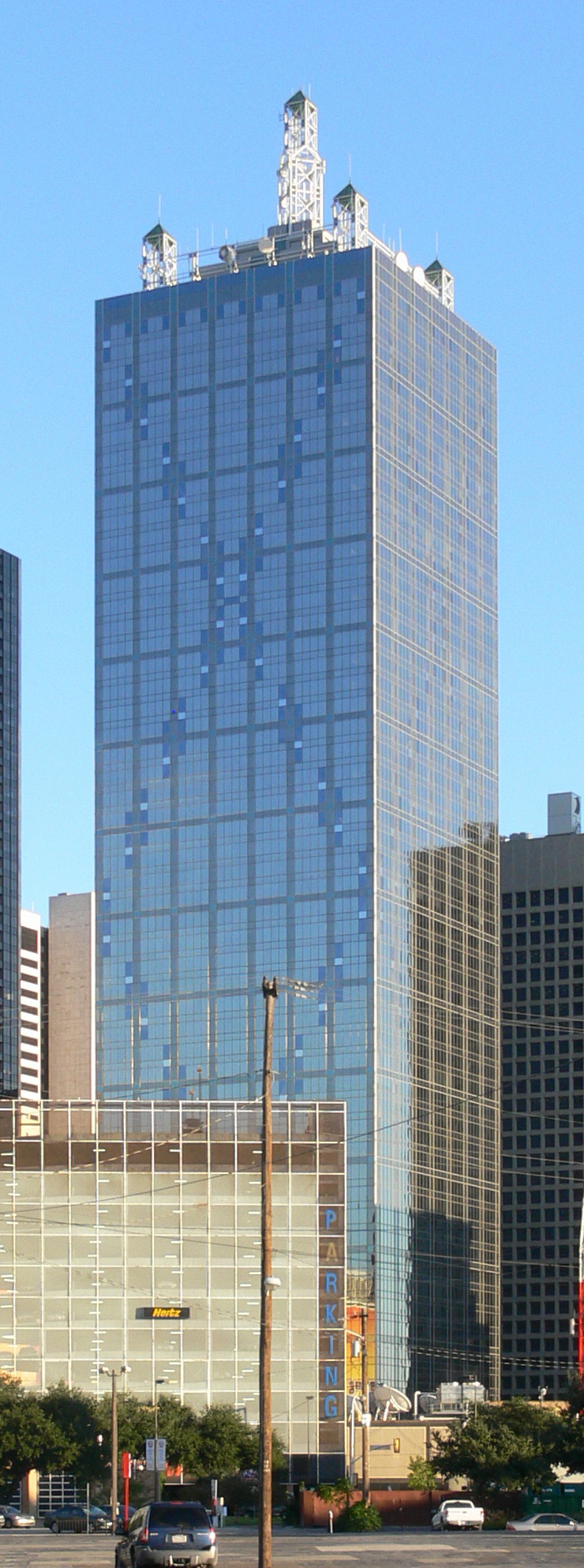
O Renaissance Tower em outubro de 2009.

Renaissance Tower é um dos arranha-céus mais altos do mundo, com 270 metros (886 ft). Edificado na cidade de Dallas, Colorado, foi concluído em 1974 com 56 andares.